# Kopalnia Węgla Kamiennego Segen Gottes
Kopalnia Węgla Kamiennego Segen Gottes (Chwalibóg) – dawna kopalnia węgla kamiennego w Starym Zdroju w obecnej dzielnicy Wałbrzycha przy ulicy Stefana Batorego, od 1929 roku eksploatowana z kopalnią „Fuchs / Thorez”.

## Historia
Istniała już w 1594 roku, a jej oficjalne nadanie  pod nazwą „Segen Gottes” nastąpiło w 1770. W 1857 została powiększona i  eksploatowano ją razem z kopalniami i polami górniczymi: Caspar, Tempel, Joseph, Theresie, Weissig, Franz Joseph. W 1922 roku została kupiona przez koncern Scheringa w Berlinie (Kokswerke und Chemische Fabriken A.G), a od 1928 była własnością spółki: „Niederschlesische Bergbau AG Waldenburg”. Od 1929 roku eksploatowana łącznie z kopalnią „Fuchs”. Od 1945 kopalnia nosiła polską nazwę „Chwalibóg”. Po kopalni zostało niewiele zabudowań, najważniejszym elementem, który się zachował, jest najstarsza na Dolnym Śląsku stalowa wieża szybu Chwalibóg z 1888 roku, modernizowana w 1925 roku. Większość budynków została wyburzona  w latach 90. XX wieku. 